# Amago Tsunehisa
Amago Tsunehisa est un nom japonais traditionnel ; le nom de famille (ou le nom d'école), Amago, précède donc le prénom (ou le nom d'artiste).
Amago Tsunehisa (尼子 経久, 25 décembre 1458-30 novembre 1541) est un puissant seigneur de guerre japonais qui prend le contrôle de la région de Chūgoku au Japon après avoir commencé comme vassal du clan Rokkaku. Il dirige les provinces d'Inaba, Hōki, Izumo, Iwami, Oki, Harima, Mimasaka, Bizen, Bitchū, Bingo et Aki.

## Biographie
Il est le fils ainé d'Amago Kiyosada. En 1473, il agit déjà comme adjoint de son père et traite avec le clan Rokkaku sur la taxation des marchandises du domaine du clan Amago. Il succède au vice-gouverneur de la province d'Izumo en 1477 et reçoit le kanji « kei » (経) du nom du gouverneur Kyogoku Masatsune. Il est expulsé par ce même Kyogoku Masatsune en 1484. Il revient deux ans plus tard en prenant le bastion de Tomidajo du clan Rokkaku avec moins d'une centaine d'hommes. Il contrôle Izumo en 1508 et subjugue avec succès de puissants clans régionaux, appelés « kokujin ».
Avec Ōuchi Yoshioki à la tête de Kyoto en 1508, il communique secrètement avec les kokujin dans toute la région de Chūgoku pour contrer le puissant clan Ōuchi. Il perd son fils aîné et successeur Amago Masahisa en 1513 et lutte contre Sakurai Masamune mais réussit finalement à contrôler onze domaines dans les années 1520. Les samouraïs, à Iwami et Aki, situés sur la ligne de front de la bataille entre Amago et Ōuchi, sont contraints de marcher sur la corde raide et Mōri Motonari qui finit par sortir victorieux contre les Amago et Ōuchi est l'un de ces samouraïs.
Ses dernières années sont troublées par de constants problèmes internes. En 1532, il est forcé, à 74 ans, d'écraser Amago Okihisa pour s'être révolté et reste sans successeur. En 1538, il transmet le clan Amago à Amago Haruhisa et trois ans plus tard, il décède d'une maladie, tout en craignant que le jeune Haruhisa soit peut-être trop inexpérimenté. Son nom d'enterrement est 
« 興国院月叟省心大居士 » et il est inhumé au Doko-ji de la préfecture de Shimane.

## Source de la traduction
- (en) Cet article est partiellement ou en totalité issu de l’article de Wikipédia en anglais intitulé « Amago Tsunehisa » (voir la liste des auteurs).